# Étienne Cassin de la Noue
Pour les articles homonymes, voir Cassin et La Noue (homonymie).
Étienne-Marie Cassin, sieur de La Noue, né le 30 juillet 1749 et mort à Tours le 30 mai 1801, est un homme politique français, président-trésorier au bureau des finances de la généralité de Tours, maire de Tours (1800-1801), et conseiller de préfecture (1801).

## Biographie

### Famille
Issu d'une ancienne famille angevine, Étienne-Marie Cassin naît le 30 juillet 1749. Il est fils d'Étienne Cassin, sieur de La Noue et trésorier général de France garde-scel au bureau des finances de la généralité de Tours, et de Marie Abraham, et neveu du chanoine Urbain-Élie Cassin (1714-1783), personnage mystique de la cathédrale d'Angers. 
Il épouse sa cousine, Adélaïde Prégent du Breuil, fille de Jean-Baptiste Prégent du Breuil, conseiller du roi, correcteur en la Chambre des comptes de Bretagne, et d'Elisabeth Marguerite Abraham. Ils sont les parents de :
- Alphonse, baron de Cassin, capitaine de cavalerie au régiment de la Garde royale, époux de  Stéphanie Fournier de Boisayrault d'Oyron
- Raoul de Cassin de Kainlis, officier de cavalerie, gendre de Florimond Mac-Curtain de Kainlis
- Amédée de Cassin, officier aux chasseurs de la Garde royale, gendre de Florimond Mac-Curtain de Kainlis

Sa veuve est une amie des Balzac. Condisciples du jeune Honoré Balzac au collège oratorien de Vendôme, les trois fils Cassin (Alphonse, Raoul et Amédée) resteront des proches de l'écrivain.

### Parcours et fonctions politiques
En 1774, il est président-trésorier général de France au bureau des finances de la généralité de Tours, à tout juste 25 ans. Il conserve l'office jusqu'en 1790.
Bien qu'il vote avec la noblesse en 1789 en sa qualité d'écuyer, il reçoit le 21 janvier 1793 un certificat de civisme à titre de "citoyen dévoué pour la Révolution". Il appartient par ailleurs à la loge des "Amis Réunis" de Tours. 
Malgré un arrêté du Premier Consul Bonaparte (2 mai 1800) qui nomme le banquier Henri-Jacques Goüin-Moisant maire de Tours, ce dernier se désiste en faveur d'Étienne-Marie Cassin, qui assure cette fonction du 22 mai 1800 au 4 mars 1801. 
Il termine sa carrière conseiller de préfecture, quelques semaines avant sa mort, survenue à Tours le 30 mai 1801.

### Blason
D'azur, à trois bandes d'or